# آمنهوتپ (کاهن اعظم آمون)

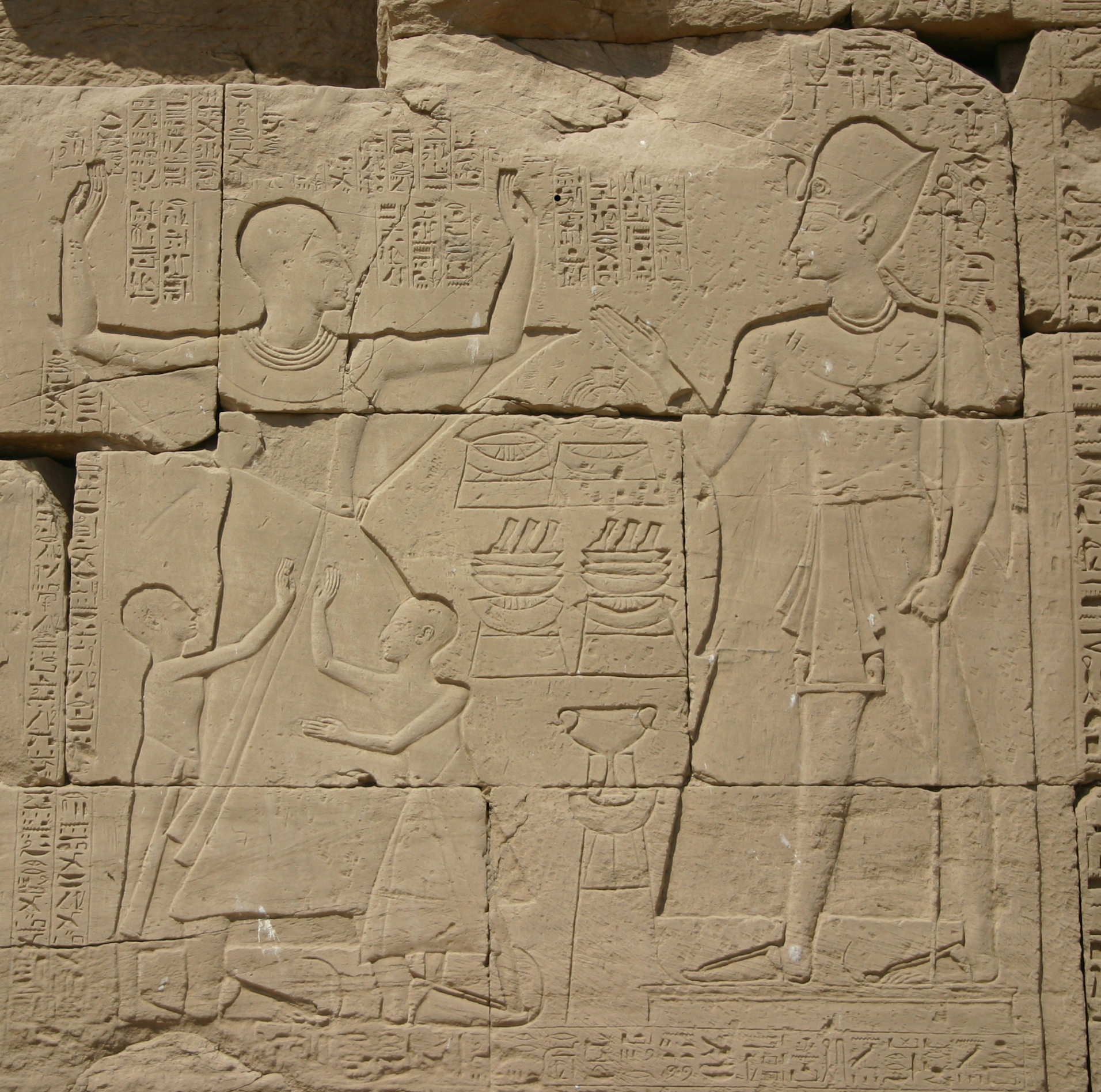
آمنهوتپ و رامسس نهم

آمنهوتپ (انگلیسی: Amenhotep) کاهن اعظم آمون در اواخر دودمان بیستم مصر بود که در دوران زمامداری رامسس نهم، رامسس دهم و رامسس یازدهم فعالیت داشت. او فرزند «رامسس‌نخت» کاهن اعظم پیشین آمون بود. تا مدت‌ها تصور بر آن بود که پس از او «حریحور» کاهن اعظم آمون شد، اما «کارل یانسن-وینکلن» معتقد است که جانشین او احتمالاً «پایانخ» بوده است. امروزه تعدادی از برادران و خواهران وی نیز شناسایی شده‌اند. متأسفانه مدارک محکمی دربارهٔ نام همسرش موجود نیست. اخیراً برخی معتقدند که ممکن است «حِرره» همسرش بوده باشد، اما چنین احتمالی بشدت مبتنی بر حدس و گمان است.
در سال ۱۹۶۲ میلادی «گ. فِخت» نظریه‌ای را منتشر کرد که بر پایهٔ آن اظهار داشت «پاپیروس مسکو ۱۲۷» (موسوم به «قصهٔ پریشانی» یا «نامهٔ وِرمای») فی‌الواقع یک روایات واقعی از وقایع آن روزگار است و حاویِ اشاراتی پنهان به عصیان و آزار علیه آمنهونپ توسط «پینهسی» (نایب‌السلطنهٔ پادشاهی کوش) است. او معتقد بود که واژهٔ «وِرمای» نوعی بازی با واژگان با عنوان رسمیِ مذهبی آمنهوتپ است. اگر این فرضیه صحت داشته باشد، مدرکی دیگر دالِ بر بازگشتِ آمنهوتپ به منصبِ قبلی خود خواهد بود. فرضیهٔ فِخت توسط «عد ثیجس» مورد تردید واقع شده است. او معتقد است که «نامهٔ وِرمای» ممکن است «سلاحی تبلیغاتی برای بی‌اعتبارکردنِ پینهسی باشد که در سال‌های متعاقب آشوب و سرکوب، خطری جدی برای آمنهوتپ محسوب می‌شد.»

## بیشتر بخوانید
- Wilhelm Spiegelberg, Die Empörung des Hohenpriesters Amenhotpe unter Ramses IX, ZÄS 58 (1923), 47-48
- Kurt Sethe, Die angebliche Rebellion des Hohenpriesters Amenhotp unter Ramses IX, ZÄS 59 (1924), 60-61
- T. Eric Peet, The Supposed Revolution of the High-Priest Amenhotpe under Ramesses IX, JEA 12 (1926), 254-259
- G. Fecht, Der Moskauer "literarische Brief" als historisches Dokument, ZÄS 87 (1962), 12-31
- Ad Thijs,